# Mustafa Erton
Mustafa Erton ou Mustafa Ertan est un footballeur turc, né le 21 avril 1926 à Ankara et mort le 17 décembre 2005 à Bursa.

## Biographie
En tant que défenseur, il est international turc à 29 reprises pour un but. Son premier match officiel avec la Turquie est joué dans le cadre des éliminatoires de la Coupe du monde de football 1950, contre la Syrie, le 20 novembre 1949, qui se solde par une large victoire sur le score de 7 buts à 0. 
Il participe à la Coupe du monde de football 1954, en Suisse, disputant les trois matchs dans le tournoi. Il inscrit un but à la 22e minute contre la RFA dans le match d'appui du groupe B, insuffisant car la RFA gagne 7 buts à 2.
Son dernier match international est joué contre la Roumanie, le 14 mai 1961, qui se solde par une défaite 1 but à 0.
Il joue dans des clubs turcs (Beşiktaş JK, Ankaragücü, Muhafızgücü Spor Kulübü) et est entraîneur du Trabzonspor (1972-1973) et du Bursaspor (1974 et 1975).